# Ісагаондоа
Ісагаондоа (ісп. Izagaondoa) — муніципалітет в Іспанії, у складі автономної спільноти Наварра. Населення — 180 осіб (2009).
Муніципалітет розташований на відстані близько 320 км на північний схід від Мадрида, 19 км на схід від Памплони.
На території муніципалітету розташовані такі населені пункти: (дані про населення за 2009 рік)
- Арданас-де-Ісагаондоа: 41 особа
- Беройс: 0 осіб
- Гергітіайн: 0 осіб
- Ідоате: 20 осіб
- Індурайн: 22 особи
- Ірісо: 7 осіб
- Лісаррага-де-Ісагаондоа: 31 особа
- Рета: 28 осіб
- Туррільяс: 9 осіб
- Урбікайн: 4 особи
- Суасу: 18 осіб
- Ісанос: 0 осіб
- Мендінуета: 0 осіб

## Демографія
Динаміка населення (INE ):

## Галерея зображень

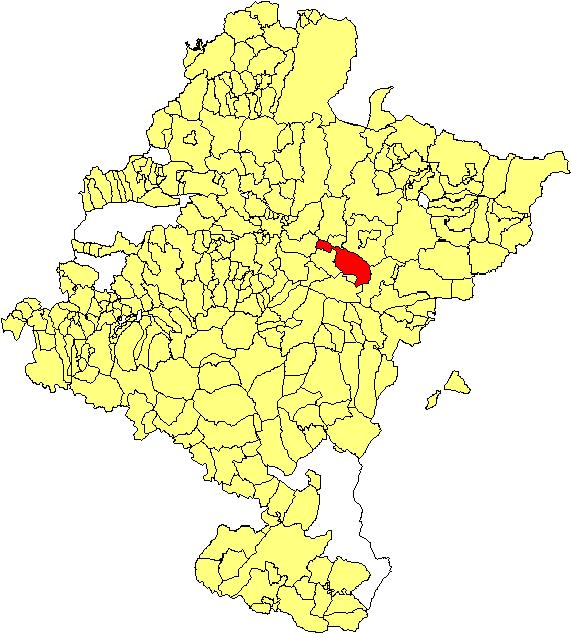
Розташування муніципалітету